# Буляк (Стерлибашевский район)
Буляк (баш. Бүләк) — деревня в Стерлибашевском районе Республики Башкортостан, входит в состав Сарайсинского сельсовета.  

## Население
| 2002 | 2009 | 2010 |
| ---- | ---- | ---- |
| 45   | ↘37  | ↘33  |

Национальный состав
Согласно переписи 2002 года, преобладающая национальность — башкиры (100 %).

## Географическое положение
Расстояние до:
- районного центра (Стерлибашево): 33 км,
- центра сельсовета (Елимбетово): 5 км,
- ближайшей ж/д станции (Стерлитамак): 43 км.